# أريناس غوتكسو
نادي أريناس غوتكسو لكرة القدم (بالإسبانية: Arenas Club de Getxo) نادي كرة قدم إسباني يلعب في دوري الدرجة الثانية. تم تأسيس النادي في عام 1909.